# Ternay (Vienne)
Pour les articles homonymes, voir Ternay.
Ternay est une commune du Centre-Ouest de la France, située dans le département de la Vienne (région Nouvelle-Aquitaine).

## Géographie

### Localisation
Située à l'extrême nord-ouest du département de la Vienne, non loin des châteaux de la Loire, la commune de Ternay est limitrophe du département des Deux-Sèvres (communes de Tourtenay et Saint-Martin-de-Mâcon). En bordure ouest de la commune, la Dive marque la limite départementale. Elle est longée à 200 mètres de distance par le canal de la Dive qui irrigue également la commune.
Le bourg de Ternay, situé au carrefour des routes départementales 14, 19 et 55, se situe en distances orthodromiques, 11 kilomètres à l'ouest de Loudun et 14 kilomètres à l'est-nord-est de Thouars.
La commune est également desservie par la route départementale 39 qui lui sert de limite au sud-est.

### Communes limitrophes
| Tourtenay (Deux-Sèvres)             | Berrie          |                    |
|                                     | Ternay          | Les Trois-Moutiers |
| Saint-Martin-de-Mâcon (Deux-Sèvres) | Curçay-sur-Dive |                    |

### Géologie et relief
La région de Ternay présente un paysage de plaines vallonnées plus ou moins boisées et aussi de plaines de champs ouverts. Le terroir se compose :
- de vallées tourbeuses pour 6 % ;
- de tuffeau jaune pour 36 % et d'argilo pour 28 % sur les collines et les dépressions sableuses des bordures du Bassin parisien ;
- de champagnes ou aubues (sols gris clair, argilo-limoneux, sur craie et donc calcaires), pour 30 % sur les autres collines.

### Hydrographie
La commune est traversée par 3 km de cours d'eau dont les principaux sont la Dive sur une longueur de 1 km et le canal de la Dive sur une longueur de 2 km.

### Climat
Pour des articles plus généraux, voir Climat de la Nouvelle-Aquitaine et Climat de la Vienne.
Historiquement, la commune est exposée à un climat océanique du nord-ouest.  
En 2020, Météo-France publie une typologie des climats de la France métropolitaine dans laquelle la commune est exposée à un climat océanique altéré et est dans la région climatique  Moyenne vallée de la Loire, caractérisée par une bonne insolation (1 850 h/an) et un été peu pluvieux.
Pour la période 1971-2000, la température annuelle moyenne est de 12 °C, avec une amplitude thermique annuelle de 14,9 °C. Le cumul annuel moyen de précipitations est de 618 mm, avec 10,6 jours de précipitations en janvier et 6,4 jours en juillet. Pour la période 1991-2020, la température moyenne annuelle observée sur la station météorologique la plus proche, située sur la commune de Loudun à 10,64 km à vol d'oiseau, est de 0,0 °C et le cumul annuel moyen de précipitations est de 0,0 mm,. Pour l'avenir, les paramètres climatiques de la commune estimés pour 2050 selon différents scénarios d’émission de gaz à effet de serre sont consultables sur un site dédié publié par Météo-France en novembre 2022.

## Urbanisme

### Typologie
Au 1er janvier 2024, Ternay est catégorisée commune rurale à habitat dispersé, selon la nouvelle grille communale de densité à sept niveaux définie par l'Insee en 2022.
Elle est située hors unité urbaine. Par ailleurs la commune fait partie de l'aire d'attraction de Loudun, dont elle est une commune de la couronne,. Cette aire, qui regroupe 25 communes, est catégorisée dans les aires de moins de 50 000 habitants,.

### Occupation des sols
L'occupation des sols de la commune, telle qu'elle ressort de la base de données européenne d’occupation biophysique des sols Corine Land Cover (CLC), est marquée par l'importance des territoires agricoles (66,3 % en 2018), une proportion identique à celle de 1990 (66,3 %). La répartition détaillée en 2018 est la suivante : 
terres arables (45,5 %), forêts (31,8 %), zones agricoles hétérogènes (10,1 %), prairies (8,5 %), cultures permanentes (2,3 %), milieux à végétation arbustive et/ou herbacée (1,9 %). L'évolution de l’occupation des sols de la commune et de ses infrastructures peut être observée sur les différentes représentations cartographiques du territoire : la carte de Cassini (XVIIIe siècle), la carte d'état-major (1820-1866) et les cartes ou photos aériennes de l'IGN pour la période actuelle (1950 à aujourd'hui).

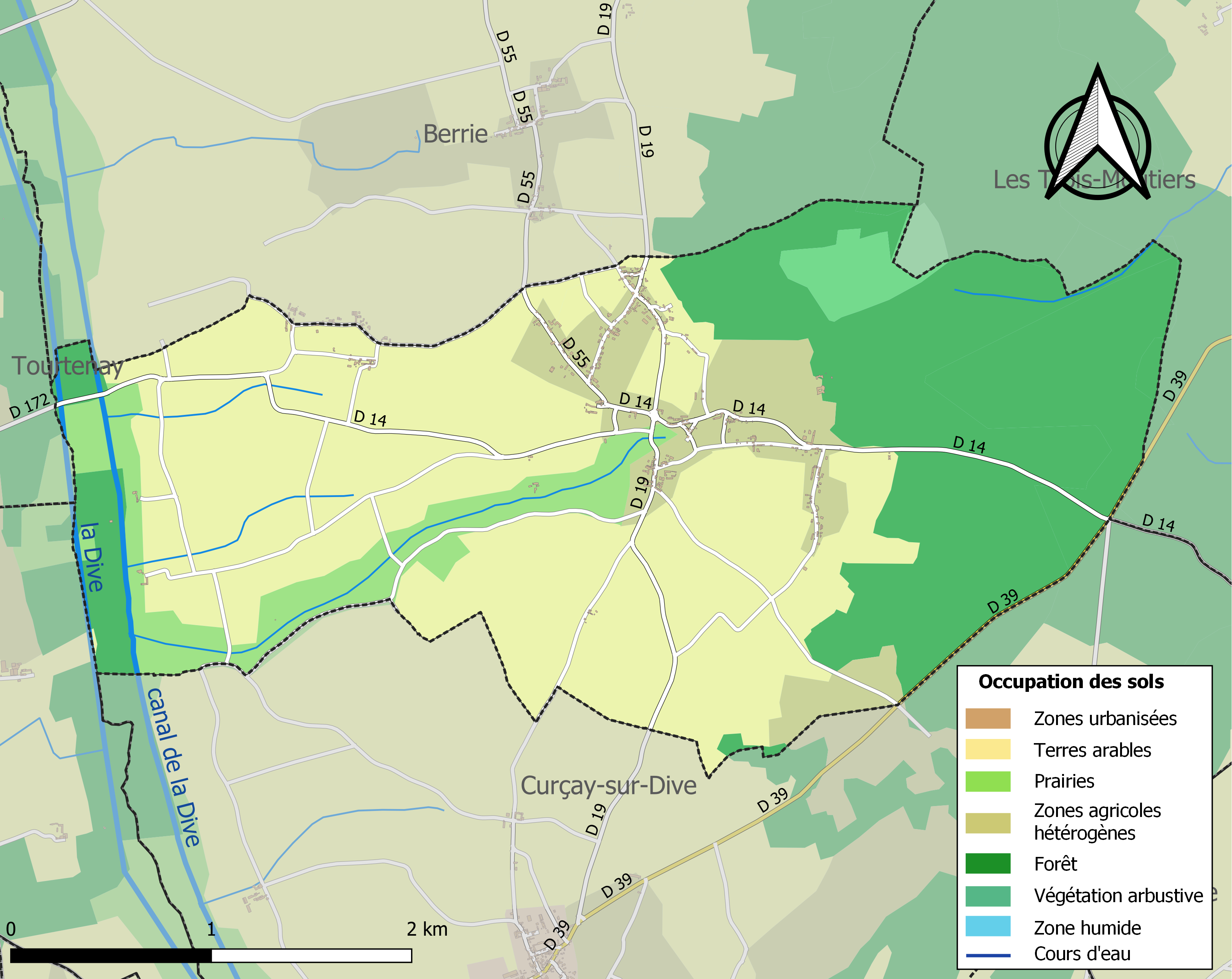
Carte des infrastructures et de l'occupation des sols de la commune en 2018 (CLC).

### Risques majeurs
Le territoire de la commune de Ternay est vulnérable à différents aléas naturels : météorologiques (tempête, orage, neige, grand froid, canicule ou sécheresse), inondations, feux de forêts, mouvements de terrains et séisme (sismicité modérée). Il est également exposé à un risque technologique,  le transport de matières dangereuses. Un site publié par le BRGM permet d'évaluer simplement et rapidement les risques d'un bien localisé soit par son adresse soit par le numéro de sa parcelle.

#### Risques naturels
Certaines parties du territoire communal sont susceptibles d’être affectées par le risque d’inondation par débordement de cours d'eau, notamment la Dive et le canal de la Dive. La commune a été reconnue en état de catastrophe naturelle au titre des dommages causés par les inondations et coulées de boue survenues en 1982, 1999, 2010 et 2013,.
Ternay est exposée au risque de feu de forêt. En 2014, le deuxième plan départemental de protection des forêts contre les incendies (PDPFCI) a été adopté pour la période 2015-2024. Les obligations légales de débroussaillement dans le département sont définies dans un arrêté préfectoral du 29 mai 2015,, celles relatives à l'emploi du feu et au brûlage des déchets verts le sont dans un arrêté permanent du 24 mai 2015,.

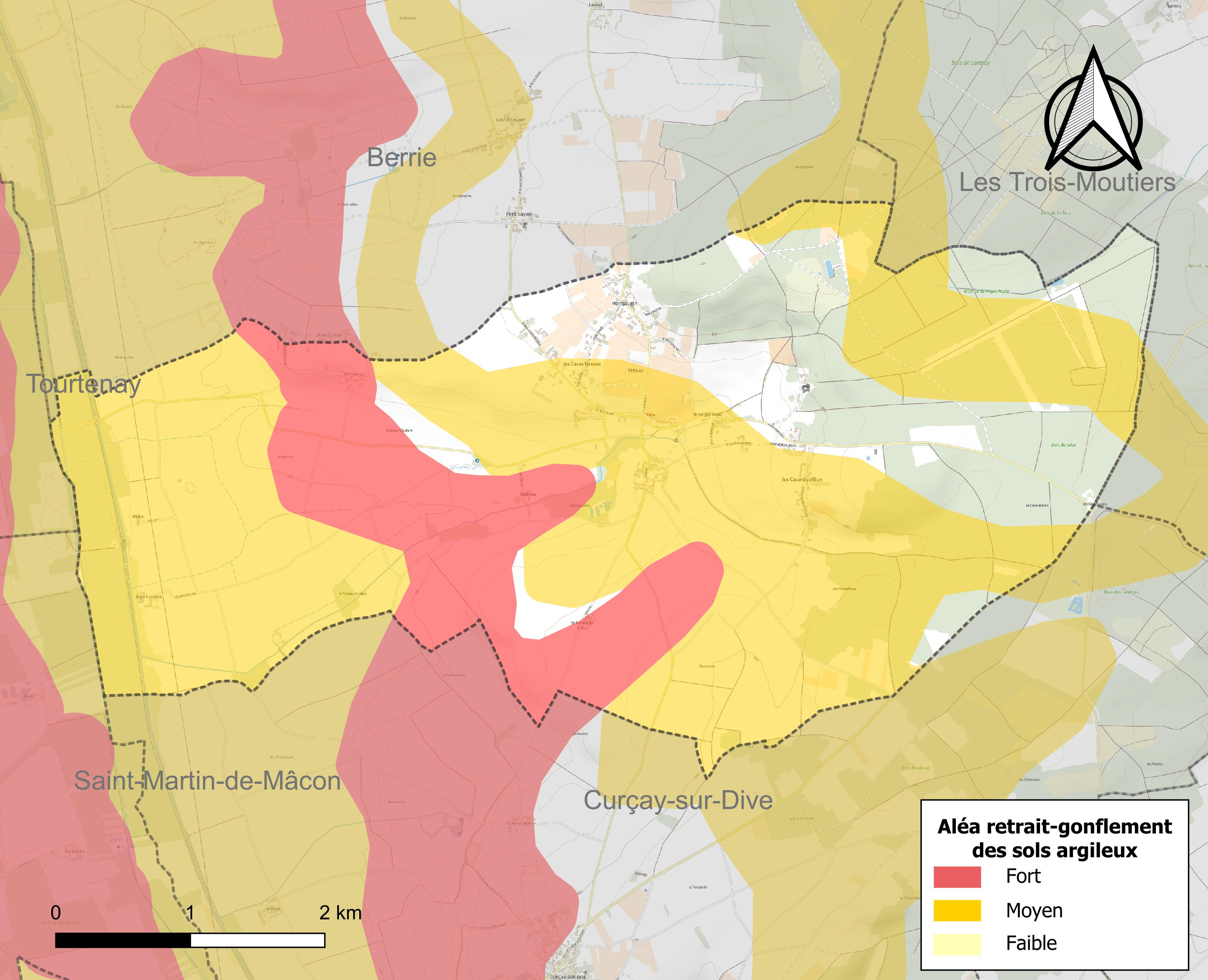
Carte des zones d'aléa retrait-gonflement des sols argileux de Ternay.

Les mouvements de terrains susceptibles de se produire sur la commune sont des affaissements et effondrements liés aux cavités souterraines (hors mines) et des tassements différentiels. Afin de mieux appréhender le risque d’affaissement de terrain, un inventaire national permet de localiser les éventuelles cavités souterraines sur la commune. Le retrait-gonflement des sols argileux est susceptible d'engendrer des dommages importants aux bâtiments en cas d’alternance de périodes de sécheresse et de pluie. 75,8 % de la superficie communale est en aléa moyen ou fort (79,5 % au niveau départemental et 48,5 % au niveau national). Depuis le 1er octobre 2020, en application de la loi ÉLAN, différentes contraintes s'imposent aux vendeurs, maîtres d'ouvrages ou constructeurs de biens situés dans une zone classée en aléa moyen ou fort,.
La commune a été reconnue en état de catastrophe naturelle au titre des dommages causés par des mouvements de terrain en 1999 et 2010.

## Toponymie
Le nom du village proviendrait de l’anthroponyme gallo-romain Turnius avec le suffixe latin de propriété -acum devenu -ec puis -é et signifiant « domaine de ».

## Histoire
C'était autrefois un village entièrement troglodyte : en 1458, on ne pouvait apercevoir de ce village que son église bâtie au milieu du XIe siècle et le fameux château de Bertrand de Beauvau dont la construction venait de se terminer, le reste du village était totalement souterrain.

## Politique et administration

### Liste des maires
| Période       | Période                   | Identité       | Étiquette | Qualité |
| ------------- | ------------------------- | -------------- | --------- | ------- |
| mars 2001     | décembre 2023 (démission) | Hugues Marteau | -         | -       |
| décembre 2023 | décembre 2024 (démission) | Valérie Goussé |           |         |

### Instances judiciaires et administratives
La commune relève du tribunal d'instance de Poitiers, du tribunal de grande instance de Poitiers, de la cour d'appel de Poitiers, du tribunal pour enfants de Poitiers, du conseil de prud'hommes de Poitiers, du tribunal de commerce de Poitiers, du tribunal administratif de Poitiers et de la cour administrative d'appel de  Bordeaux, du tribunal des pensions de Poitiers, du tribunal des affaires de la Sécurité sociale de la Vienne, de la cour d’assises de la Vienne.

## Démographie
L'évolution du nombre d'habitants est connue à travers les recensements de la population effectués dans la commune depuis 1793. Pour les communes de moins de 10 000 habitants, une enquête de recensement portant sur toute la population est réalisée tous les cinq ans, les populations de référence des années intermédiaires étant quant à elles estimées par interpolation ou extrapolation. Pour la commune, le premier recensement exhaustif entrant dans le cadre du nouveau dispositif a été réalisé en 2004.

En 2022, la commune comptait 192 habitants, en évolution de +6,67 % par rapport à 2016 (Vienne : +0,6 %, France hors Mayotte : +2,11 %).
| 1793 | 1800 | 1806 | 1821 | 1831 | 1836 | 1841 | 1846 | 1851 |
| ---- | ---- | ---- | ---- | ---- | ---- | ---- | ---- | ---- |
| 514  | 517  | 505  | 524  | 507  | 509  | 503  | 496  | 492  |

| 1856 | 1861 | 1866 | 1872 | 1876 | 1881 | 1886 | 1891 | 1896 |
| ---- | ---- | ---- | ---- | ---- | ---- | ---- | ---- | ---- |
| 478  | 454  | 461  | 425  | 404  | 408  | 428  | 426  | 423  |

| 1901 | 1906 | 1911 | 1921 | 1926 | 1931 | 1936 | 1946 | 1954 |
| ---- | ---- | ---- | ---- | ---- | ---- | ---- | ---- | ---- |
| 412  | 388  | 389  | 328  | 361  | 353  | 374  | 377  | 334  |

| 1962 | 1968 | 1975 | 1982 | 1990 | 1999 | 2004 | 2006 | 2009 |
| ---- | ---- | ---- | ---- | ---- | ---- | ---- | ---- | ---- |
| 338  | 259  | 213  | 215  | 183  | 168  | 205  | 220  | 183  |

| 2014 | 2019 | 2022 | - | - | - | - | - | - |
| ---- | ---- | ---- | - | - | - | - | - | - |
| 183  | 191  | 192  | - | - | - | - | - | - |

## Économie
Commune essentiellement agricole, Ternay est réputée pour la qualité de ses vins AOC de Saumur et l'architecture surprenante de son château. Une activité autrefois importante commence à y reprendre de la vigueur : la récolte des truffes. En effet le département de la Vienne fut au XIXe siècle le plus important producteur de truffes en France. Le désintérêt grandissant envers ce champignon ayant provoqué l'abandon progressif des truffières, elles furent souvent remplacées par de la vigne ou retournèrent à l'état de forêt.
Selon la direction régionale de l'Alimentation, de l'Agriculture et de la Forêt de Poitou-Charentes, il n'y a plus que neuf exploitations agricoles en 2010 contre dix en 2000.
Les surfaces agricoles utilisées ont diminué et sont passées de 5 103 hectares en 2000 à 4 687 hectares en 2010. 67 % sont destinées à la culture des céréales (blé tendre essentiellement mais aussi du maïs) et 11 % pour les oléagineux (tournesol). En 2000, 30 hectares étaient consacrés à la vigne. La surface destinée à la vigne est passée en 2010 à 59 hectares pour quatre exploitations viticoles (cinq en 2000).
L'élevage de volailles a disparu au cours de cette décennie. Celui des chèvres est en forte régression mais un couple de fermiers maintient la tradition sur une petite exploitation. Quelques oies assurent la sécurité de la ferme et du potager attenant.

## Culture locale et patrimoine

### Lieux et monuments

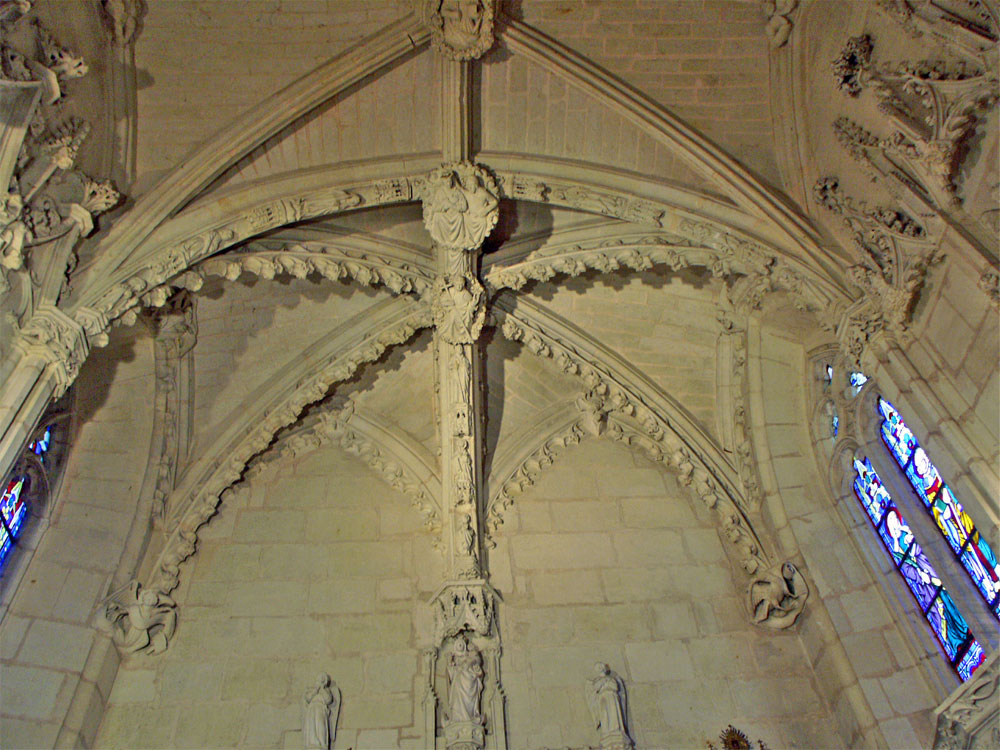
La voûte de la chapelle du château.

- Château de Ternay et sa chapelle, XVe siècle, classés monument historique depuis 1996 (en remplacement d'une inscription datant de 1972). Les écuries sont également inscrites depuis 1994[32]. Sa construction commence en 1439, à l'initiative du chevalier Bertrand de Beauvau, qui veut l'offrir à la princesse Françoise de Brézé. Il a la forme d'un quadrilatère irrégulier enfermant une cour intérieure et une tour à chaque angle, le tout ceint d'un profond fossé et d'une épaisse muraille. On lui ajoute un donjon de forme hexagonale, puis une chapelle de style gothique, merveille de sculptures finement ciselées, et deux galeries superposées.Le site est aujourd'hui aménagé en chambre d'hôtes et gîte rural[33], mais ses parties historiques se visitent en été.
- Église Notre-Dame de Ternay. Elle est inscrite à l'Inventaire général du patrimoine culturel[34].
- Le jardin du Tilleul. Quatre espaces sont proposés aux visiteurs : le petit bois et ses sculptures originales, le potager, le poulailler avec son exposition de machines anciennes pour le jardin et, enfin, le Musée du jardinage qui présente des outils, des objets, des matériels anciens et rares.
- Menhir de Courçu : en pierre rouge et haut de quatre mètres il a été dressé par les Celtes. Seul menhir du Nord du Poitou et situé en limite de la commune des Trois-Moutiers, il est inscrit au titre des monuments historiques depuis 1957[35].
- Selon l'Inventaire des arbres remarquables de Poitou-Charentes[36], il y a un arbre remarquable sur la commune qui est un pin laricio de Corse.

### Personnalités liées à la commune
- Bertrand de Beauvau, (1382-1474), diplomate et homme d'État français, fit construire le château de Ternay
- Charles-Henri-Louis d'Arsac de Ternay, dit le « chevalier de Ternay » (1723-1780), a passé son enfance au château de Ternay[37]. Officier de marine français, il sert dans la marine royale pendant la guerre de Sept Ans et la guerre d'indépendance des États-Unis.